# Campeonato Mundial de Voleibol Femenino Sub-23 de 2017
El Campeonato Mundial de Voleibol Femenino Sub-23 de 2017 fue la III edición del torneo mundial de selecciones nacionales femeninas categoría sub-23 de la Federación Internacional de Voleibol (FIVB), se llevó a cabo en Eslovenia del 10 al 17 de septiembre de 2017.
El certamen es organizado por la Federación de Voleibol de Eslovenia (OZS) bajo la supervisión de la FIVB.

## Proceso de clasificación
En febrero de 2016 la FIVB determinó el método de clasificación para los campeonatos mundiales de categorías inferiores. Para el campeonato mundial sub-23 se fijaron 12 cupos que se repartieron de la siguiente manera: 2 cupos para cada una de las cinco confederaciones continentales (AVC, CAVB, CEV, CSV Y NORCECA), 1 cupo para el anfitrión y 1 cupo al equipo mejor ubicado en el ranking mundial FIVB que no había logrado su clasificación mediante su torneo regional.
| Confederación | Vía de Clasificación                                                                           | Fecha                                   | Sede                   | Cupos | Selección                 |
| ------------- | ---------------------------------------------------------------------------------------------- | --------------------------------------- | ---------------------- | ----- | ------------------------- |
| FIVB          | Anfitrión                                                                                      | 1 de enero de 2017 - 22 de mayo de 2017 | Lausana, Suiza         | 1     | Eslovenia                 |
| FIVB          | Ranking FIVB                                                                                   | 1 de enero de 2017 - 22 de mayo de 2017 | Lausana, Suiza         | 1     | China                     |
| AVC           | Campeonato Asiático de Voleibol Femenino Sub-23 de 2017                                        | Del 13 al 21 de mayo de 2017            | Tailandia              | 2     | Japón Tailandia           |
| CAVB          | Campeonato Africano de Voleibol Femenino Sub-22 de 2016                                        | Del 20 al 27 de octubre de 2016         | Nairobi, Kenia         | 2     | Egipto Kenia              |
| CEV           | Torneo europeo de clasificación para el Campeonato Mundial de Voleibol Femenino Sub-23 de 2017 | Del 27 al 31 de julio de 2016           | Vrnjačka Banja, Serbia | 2     | Turquía Bulgaria          |
| CSV           | Campeonato Sudamericano de Voleibol Femenino Sub-23 de 2016                                    | Del 27 al 31 de julio de 2016           | Lima, Perú             | 1     | Brasil                    |
| CSV           | Copa Panamericana de Voleibol Femenino Sub-23 de 2016                                          | Del 17 al 25 de septiembre de 2016      | Lima y Cañete, Perú    | 1     | Argentina                 |
| NORCECA       | Copa Panamericana de Voleibol Femenino Sub-23 de 2016                                          | Del 17 al 25 de septiembre de 2016      | Lima y Cañete, Perú    | 2     | República Dominicana Cuba |
| Total         | Total                                                                                          | Total                                   | Total                  | 12    |                           |

## Organización

### País anfitrión y ciudad sede
| LiublianaLiubliana, ciudad sede del Campeonato Mundial de Voleibol Femenino Sub-23 de 2017. | Liubliana                      | Liubliana                     |
| ------------------------------------------------------------------------------------------- | ------------------------------ | ----------------------------- |
| LiublianaLiubliana, ciudad sede del Campeonato Mundial de Voleibol Femenino Sub-23 de 2017. | Dvorana Center Stozice         | Sportna Dvorana Tivoli        |
| LiublianaLiubliana, ciudad sede del Campeonato Mundial de Voleibol Femenino Sub-23 de 2017. | Capacidad: 12.480 espectadores | Capacidad: 4.000 espectadores |
| LiublianaLiubliana, ciudad sede del Campeonato Mundial de Voleibol Femenino Sub-23 de 2017. |                                |                               |

### Formato de competición
El torneo se desarrolla dividido en dos rondas.
En la primera ronda las 12 selecciones fueron repartidas en 2 grupos de 6 equipos, en cada grupo se jugó con un sistema de todos contra todos y los equipos fueron clasificados de acuerdo a los siguientes criterios:
Los partidos se jugarán al mejor de siete sets con cada set a 15 puntos (con una diferencia de dos puntos como mínimo).
1. Partidos ganados.
2. Puntos obtenidos, los cuales son otorgados de la siguiente manera:
  - Partido con resultado final 4-0 o 4-1 o 4-2: 3 puntos al ganador y 0 puntos al perdedor.
  - Partido con resultado final 4-3: 2 puntos al ganador y 1 puntos al perdedor.
3. Proporción entre los sets ganados y los sets perdidos (Sets ratio).
4. Proporción entre los puntos ganados y los puntos perdidos (Puntos ratio).
5. Si el empate en puntos ratio persiste entre dos equipos se le da prioridad al equipo que haya ganado el último partido entre los equipos implicados.
6. Si el empate en puntos ratio es entre tres o más equipos se elabora una nueva clasificación tomando en consideración solo los partidos jugados entre los equipos implicados.

En la segunda ronda, los dos primeros clasificados de cada grupo disputan las semifinales, que consta de un playoff (primero del Grupo A contra el segundo del Grupo B, primero del Grupo B contra el segundo del Grupo A). Los ganadores de los partidos de playoff avanzarán a la final, mientras que los perdedores del partido de playoff jugarán por el tercer puesto. Los terceros y los cuartos de cada grupo disputan la clasificación del quinto al octavo lugar.

## Equipos participantes

### Conformación de los grupos
Los equipos fueron ubicados siguiendo el sistema de serpentina según su clasificación mundial en enero de 2017. La FIVB se reservó el derecho de ubicar al anfitrión como cabeza del grupo A sin importar la clasificación mundial.
| Grupo A                                                                                                | Grupo B                                                            |
| --- | ------------------------------------------------------------------ |
| Eslovenia (34) (Anfitrión) República Dominicana (3) China (4) Tailandia (8) Egipto (10) Argentina (16) | Brasil (1) Turquía (2) Japón (5) Bulgaria (7) Cuba (12) Kenia (13) |

## Resultados
- Las horas indicadas corresponden al huso horario local de Eslovenia: UTC+2.

### Fase de grupos
– Clasificados a semifinales.      – Pasan a disputar la clasificación del 5.º al 8.º puesto.

#### Grupo A
- Sede: Dvorana Center Stozice, Ljubljana.

| Pos. | Equipo               | Partidos | Partidos | Partidos | Pts. | Sets | Sets | Sets   | Puntos | Puntos | Puntos |
| Pos. | Equipo               | PJ       | PG       | PP       | Pts. | SG   | SP   | Ratio  | PG     | PP     | Ratio  |
| ---- | -------------------- | -------- | -------- | -------- | ---- | ---- | ---- | ------ | ------ | ------ | ------ |
| 1    | Eslovenia            | 5        | 5        | 0        | 15   | 20   | 2    | 10.000 | 331    | 230    | 1.439  |
| 2    | República Dominicana | 5        | 3        | 2        | 9    | 16   | 13   | 1.230  | 429    | 390    | 1.100  |
| 3    | China                | 5        | 3        | 2        | 9    | 12   | 12   | 1.000  | 302    | 304    | 0.993  |
| 4    | Tailandia            | 5        | 2        | 3        | 5    | 10   | 17   | 0.588  | 332    | 364    | 0.912  |
| 5    | Egipto               | 5        | 1        | 4        | 4    | 12   | 18   | 0.666  | 354    | 415    | 0.853  |
| 6    | Argentina            | 5        | 1        | 4        | 3    | 11   | 19   | 0.578  | 390    | 435    | 0.896  |

| Fecha            | Hora  | Equipo 1             | Res.  | Equipo 2             | Set 1 | Set 2 | Set 3 | Set 4 | Set 5 | Set 6 | Set 7 | Total     | Reporte |
| ---------------- | ----- | -------------------- | ----- | -------------------- | ----- | ----- | ----- | ----- | ----- | ----- | ----- | --------- | ------- |
| 10 de septiembre | 14:00 | República Dominicana | 4 – 2 | Egipto               | 12-15 | 15-6  | 15-8  | 15-12 | 15-17 | 19-17 |       | 91 – 75   | Reporte |
| 10 de septiembre | 17:00 | Eslovenia            | 4 – 0 | Argentina            | 15-11 | 15-10 | 15-10 | 15-8  |       |       |       | 60 – 39   | Reporte |
| 10 de septiembre | 20:00 | China                | 4 – 0 | Tailandia            | 15-11 | 15-6  | 15-11 | 15-12 |       |       |       | 60 – 40   | Reporte |
| 11 de septiembre | 14:00 | Tailandia            | 4 – 2 | Argentina            | 11-15 | 15-5  | 15-10 | 15-12 | 13-15 | 15-10 |       | 84 – 67   | Reporte |
| 11 de septiembre | 17:00 | China                | 4 – 2 | Egipto               | 10-15 | 15-11 | 12-15 | 15-10 | 15-7  | 15-7  |       | 82 – 65   | Reporte |
| 11 de septiembre | 20:00 | Eslovenia            | 4 – 1 | República Dominicana | 15-11 | 15-9  | 11-15 | 19-17 | 15-11 |       |       | 75 – 63   | Reporte |
| 12 de septiembre | 14:00 | República Dominicana | 4 – 3 | Argentina            | 21-23 | 12-15 | 15-12 | 17-15 | 16-14 | 20-22 | 15-5  | 116 – 106 | Reporte |
| 12 de septiembre | 17:00 | Eslovenia            | 4 – 0 | China                | 15-11 | 15-12 | 15-5  | 15-8  |       |       |       | 60 – 36   | Reporte |
| 12 de septiembre | 20:00 | Tailandia            | 2 – 4 | Egipto               | 9-15  | 15-7  | 11-15 | 15-9  | 14-16 | 4-15  |       | 68 – 77   | Reporte |
| 14 de septiembre | 14:00 | Egipto               | 3 – 4 | Argentina            | 10-15 | 6-15  | 14-16 | 16-14 | 15-13 | 15-11 | 11-15 | 87 – 99   | Reporte |
| 14 de septiembre | 17:00 | Eslovenia            | 4 – 0 | Tailandia            | 15-8  | 16-14 | 15-10 | 15-10 |       |       |       | 61 – 42   | Reporte |
| 14 de septiembre | 20:00 | República Dominicana | 4 – 0 | China                | 15-10 | 15-13 | 15-3  | 15-10 |       |       |       | 60 – 36   | Reporte |
| 15 de septiembre | 14:00 | China                | 4 – 2 | Argentina            | 11-15 | 13-15 | 15-8  | 15-11 | 18-16 | 16-14 |       | 88 – 79   | Reporte |
| 15 de septiembre | 17:00 | República Dominicana | 3 – 4 | Tailandia            | 15-9  | 15-12 | 12-15 | 15-11 | 12-15 | 11-15 | 19-21 | 99 – 98   | Reporte |
| 15 de septiembre | 20:00 | Eslovenia            | 4 – 1 | Egipto               | 15-5  | 15-17 | 15-10 | 15-10 | 15-8  |       |       | 75 – 50   | Reporte |

#### Grupo B
- Sede: Sportna Dvorana Tivoli, Ljubljana.

| Pos. | Equipo   | Partidos | Partidos | Partidos | Pts. | Sets | Sets | Sets  | Puntos | Puntos | Puntos |
| Pos. | Equipo   | PJ       | PG       | PP       | Pts. | SG   | SP   | Ratio | PG     | PP     | Ratio  |
| ---- | -------- | -------- | -------- | -------- | ---- | ---- | ---- | ----- | ------ | ------ | ------ |
| 1    | Turquía  | 5        | 4        | 1        | 12   | 16   | 6    | 2.666 | 310    | 254    | 1.220  |
| 2    | Bulgaria | 5        | 3        | 2        | 11   | 17   | 9    | 1.888 | 358    | 292    | 1.226  |
| 3    | Brasil   | 5        | 3        | 2        | 9    | 13   | 9    | 1.444 | 302    | 271    | 1.114  |
| 4    | Cuba     | 5        | 2        | 3        | 7    | 11   | 13   | 0.846 | 307    | 320    | 0.959  |
| 5    | Japón    | 5        | 2        | 3        | 6    | 12   | 12   | 1.000 | 313    | 306    | 1.022  |
| 6    | Kenia    | 5        | 0        | 5        | 0    | 0    | 20   | 0.000 | 153    | 300    | 0.510  |

| Fecha            | Hora  | Equipo 1 | Res.  | Equipo 2 | Set 1 | Set 2 | Set 3 | Set 4 | Set 5 | Set 6 | Set 7 | Total   | Reporte |
| ---------------- | ----- | -------- | ----- | -------- | ----- | ----- | ----- | ----- | ----- | ----- | ----- | ------- | ------- |
| 10 de septiembre | 14:00 | Brasil   | 4 – 0 | Kenia    | 15-2  | 15-5  | 15-11 | 15-10 |       |       |       | 60 – 28 | Reporte |
| 10 de septiembre | 17:00 | Turquía  | 4 – 0 | Cuba     | 15-12 | 16-14 | 17-15 | 15-8  |       |       |       | 63 – 49 | Reporte |
| 10 de septiembre | 20:00 | Japón    | 2 – 4 | Bulgaria | 13-15 | 15-13 | 15-11 | 13-15 | 12-15 | 11-15 |       | 79 – 84 | Reporte |
| 11 de septiembre | 14:00 | Bulgaria | 4 – 0 | Kenia    | 15-1  | 15-5  | 15-6  | 15-11 |       |       |       | 60 – 23 | Reporte |
| 11 de septiembre | 17:00 | Japón    | 4 – 0 | Cuba     | 15-12 | 15-12 | 15-7  | 15-13 |       |       |       | 60 – 44 | Reporte |
| 11 de septiembre | 20:00 | Brasil   | 4 – 0 | Turquía  | 17-15 | 15-12 | 15-6  | 15-12 |       |       |       | 62 – 45 | Reporte |
| 12 de septiembre | 14:00 | Turquía  | 4 – 0 | Kenia    | 15-6  | 15-5  | 15-12 | 15-11 |       |       |       | 60 – 34 | Reporte |
| 12 de septiembre | 17:00 | Brasil   | 4 – 1 | Japón    | 14-16 | 15-13 | 15-11 | 17-15 | 15-10 |       |       | 76 – 65 | Reporte |
| 12 de septiembre | 20:00 | Bulgaria | 4 – 3 | Cuba     | 10-15 | 12-15 | 11-15 | 15-10 | 15-10 | 15-11 | 15-6  | 93 – 82 | Reporte |
| 14 de septiembre | 14:00 | Cuba     | 4 – 0 | Kenia    | 15-9  | 15-10 | 15-7  | 15-12 |       |       |       | 60 – 38 | Reporte |
| 14 de septiembre | 17:00 | Brasil   | 0 – 4 | Bulgaria | 10-15 | 5-15  | 14-16 | 9-15  |       |       |       | 38 – 61 | Reporte |
| 14 de septiembre | 20:00 | Turquía  | 4 – 1 | Japón    | 15-12 | 15-5  | 15-9  | 12-15 | 15-8  |       |       | 72 – 49 | Reporte |
| 15 de septiembre | 14:00 | Japón    | 4 – 0 | Kenia    | 15-7  | 15-8  | 15-6  | 15-9  |       |       |       | 60 – 30 | Reporte |
| 15 de septiembre | 17:00 | Turquía  | 4 – 1 | Bulgaria | 15-9  | 15-12 | 15-11 | 10-15 | 15-13 |       |       | 70 – 60 | Reporte |
| 15 de septiembre | 20:00 | Brasil   | 1 – 4 | Cuba     | 12-15 | 15-9  | 10-15 | 15-17 | 14-16 |       |       | 66 – 72 | Reporte |

### Fase final

#### Clasificación 5.º al 8.º puesto
|  | Semifinales 5.º al 8.º puesto | Semifinales 5.º al 8.º puesto |   |       | Partido 5.º y 6.º puesto | Partido 5.º y 6.º puesto |  |
|  |                               |                               |   |       |                          |                          |  |
|  |                               |                               |   |       |                          |                          |  |
|  | China                         | 1                             |   |       |                          |                          |  |
|  | Cuba                          | 4                             |   |       |                          |                          |  |
|  |                               |                               |   |       |                          |                          |  |
|  |                               |                               |   |       |                          |                          |  |
|  |                               |                               |   |       | Cuba                     | 0                        |  |
|  |                               | Brasil                        | 4 |       |                          |                          |  |
|  |                               |                               |   |       |                          |                          |  |
|  |                               |                               |   |       |                          |                          |  |
|  |                               |                               |   |       | Partido 7.º y 8.º puesto |                          |  |
|  |                               |                               |   |       |                          |                          |  |
|  | Brasil                        | 4                             |   | China | 4                        |                          |  |
|  | Tailandia                     | 0                             |   |       | Tailandia                | 2                        |  |

##### Semifinales 5.º al 8.º puesto
| Fecha            | Hora  | Equipo 1 | Res.  | Equipo 2  | Set 1 | Set 2 | Set 3 | Set 4 | Set 5 | Set 6 | Set 7 | Total   | Reporte |
| ---------------- | ----- | -------- | ----- | --------- | ----- | ----- | ----- | ----- | ----- | ----- | ----- | ------- | ------- |
| 16 de septiembre | 15:30 | China    | 1 – 4 | Cuba      | 14-16 | 15-6  | 10-15 | 10-15 | 16-18 |       |       | 65 – 70 | Reporte |
| 16 de septiembre | 18:30 | Brasil   | 4 – 0 | Tailandia | 18-16 | 16-14 | 15-10 | 15-7  |       |       |       | 64 – 47 | Reporte |

##### Partido por el 7.º y 8.º puesto
| Fecha            | Hora  | Equipo 1 | Res.  | Equipo 2  | Set 1 | Set 2 | Set 3 | Set 4 | Set 5 | Set 6 | Set 7 | Total   | Reporte |
| ---------------- | ----- | -------- | ----- | --------- | ----- | ----- | ----- | ----- | ----- | ----- | ----- | ------- | ------- |
| 17 de septiembre | 14:00 | China    | 4 – 2 | Tailandia | 14-16 | 12-15 | 15-4  | 16-14 | 15-3  | 19-17 |       | 91 – 69 | Reporte |

##### Partido por el 5.º y 6.º puesto
| Fecha            | Hora  | Equipo 1 | Res.  | Equipo 2 | Set 1 | Set 2 | Set 3 | Set 4 | Set 5 | Set 6 | Set 7 | Total   | Reporte |
| ---------------- | ----- | -------- | ----- | -------- | ----- | ----- | ----- | ----- | ----- | ----- | ----- | ------- | ------- |
| 17 de septiembre | 16:30 | Cuba     | 0 – 4 | Brasil   | 12-15 | 6-15  | 8-15  | 13-15 |       |       |       | 39 – 60 | Reporte |

#### Clasificación 1.º al 4.º puesto
|  | Semifinales          | Semifinales |   |          | Final                    | Final |  |
|  |                      |             |   |          |                          |       |  |
|  |                      |             |   |          |                          |       |  |
|  | Eslovenia            | 4           |   |          |                          |       |  |
|  | Bulgaria             | 1           |   |          |                          |       |  |
|  |                      |             |   |          |                          |       |  |
|  |                      |             |   |          |                          |       |  |
|  |                      |             |   |          | Eslovenia                | 0     |  |
|  |                      | Turquía     | 4 |          |                          |       |  |
|  |                      |             |   |          |                          |       |  |
|  |                      |             |   |          |                          |       |  |
|  |                      |             |   |          | Partido 3.º y 4.º puesto |       |  |
|  |                      |             |   |          |                          |       |  |
|  | Turquía              | 4           |   | Bulgaria | 4                        |       |  |
|  | República Dominicana | 3           |   |          | República Dominicana     | 2     |  |

##### Semifinales
| Fecha            | Hora  | Equipo 1  | Res.  | Equipo 2             | Set 1 | Set 2 | Set 3 | Set 4 | Set 5 | Set 6 | Set 7 | Total   | Reporte |
| ---------------- | ----- | --------- | ----- | -------------------- | ----- | ----- | ----- | ----- | ----- | ----- | ----- | ------- | ------- |
| 16 de septiembre | 15:30 | Turquía   | 4 – 3 | República Dominicana | 11-15 | 16-14 | 11-15 | 13-15 | 15-7  | 16-14 | 15-8  | 97 – 88 | Reporte |
| 16 de septiembre | 18:30 | Eslovenia | 4 – 1 | Bulgaria             | 11-15 | 15-10 | 15-12 | 18-16 | 15-4  |       |       | 74 – 57 | Reporte |

##### Partido por el 3.º y 4.º puesto
| Fecha            | Hora  | Equipo 1             | Res.  | Equipo 2 | Set 1 | Set 2 | Set 3 | Set 4 | Set 5 | Set 6 | Set 7 | Total   | Reporte |
| ---------------- | ----- | -------------------- | ----- | -------- | ----- | ----- | ----- | ----- | ----- | ----- | ----- | ------- | ------- |
| 17 de septiembre | 16:00 | República Dominicana | 2 – 4 | Bulgaria | 15-12 | 8-15  | 11-15 | 18-16 | 11-15 | 9-15  |       | 72 – 88 | Reporte |

##### Final
| Fecha            | Hora  | Equipo 1 | Res.  | Equipo 2  | Set 1 | Set 2 | Set 3 | Set 4 | Set 5 | Set 6 | Set 7 | Total   | Reporte |
| ---------------- | ----- | -------- | ----- | --------- | ----- | ----- | ----- | ----- | ----- | ----- | ----- | ------- | ------- |
| 17 de septiembre | 19:00 | Turquía  | 4 – 0 | Eslovenia | 15-12 | 15-11 | 15-13 | 15-8  |       |       |       | 60 – 44 | Reporte |

## Clasificación general
| Lugar             | Equipo               |
| ----------------- | -------------------- |
| Medalla de oro    | Turquía              |
| Medalla de plata  | Eslovenia            |
| Medalla de bronce | Bulgaria             |
| 4                 | República Dominicana |
| 5                 | Brasil               |
| 6                 | Cuba                 |
| 7                 | China                |
| 8                 | Tailandia            |
| 9                 | Egipto               |
| 9                 | Japón                |
| 11                | Argentina            |
| 11                | Kenia                |

| Turquía Campeón 1.º título |
| Plantel |
| Tuğba Senoğlu, Beyza Arici, Ayça Aykaç, Çağla Akın , Asli Kalac, Ezgi Dilik, Bihter Dumanoğlu, Hande Baladin, Saliha Sahin, Nursevil Aydinlar, Zehra Güneş, Ebrar Karakurt |
| Entrenador |
| Ataman Guneyligil |

## Premios
| - Jugadora más valiosa Hande Baladın - Mejor armadora Eva Mori - Mejores atacantes Hande Baladın Madeline Guillén | - Mejores centrales Beyza Arici Saša Planinšec - Mejor opuesto Iza Mlakar - Mejor líbero Zhana Todorova |